# Pence

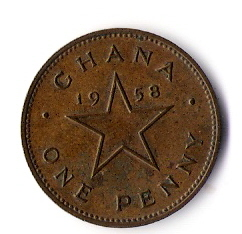
Ghanská jednopence

Pence je mince a část (od roku 1971 setina, 1/100) hodnoty britské libry ve Spojeném království a v ostatních zemích, které užívají libry po britském vzoru.
Do 15. února 1971 tvořila pence 1/240 britské či irské libry, po tomto datu tvoří jednu setinu.
Pence, anglicky „penny“, množné číslo „pence“ nebo „pennies“, vyslov „penýz“. Dále je užíváno slovo penny (mn. č. „pennies“) jako hovorový název pro minci jednoho centu v Kanadě a Spojených státech.